# بحيرة تونس
بحيرة تونس، هي بحيرة تقع بين مدينة وخليج تونس. كانت البحيرة تمثل جزءا من الخليج قبل أن تعزل عنه في القرن السادس عشر بفعل تراكم الطمي الحتاتي المتأتي من روافد وادي مجردة ووادي مليان. عام 1885 قامت شركة فرنسية بحفر قناة للملاحة تربط بين البحيرة والبحر مما أدى إلى تقسيمها إلى شطرين البحيرة الشمالية والبحيرة الجنوبية. في الثمانينات أقيم على الشطر الشمالي مشروع منطقة ضفاف البحيرة. عام 2007 أعلن عن توقيع اتفاق بين الحكومة التونسية وشركة ساما دبي تقوم بموجبه الشركة الإماراتية ببناء مدينة كاملة مستحدثة في الشطر الجنوبي بكلفة تناهز 14 مليار دولار.
| بحيرة تونس |

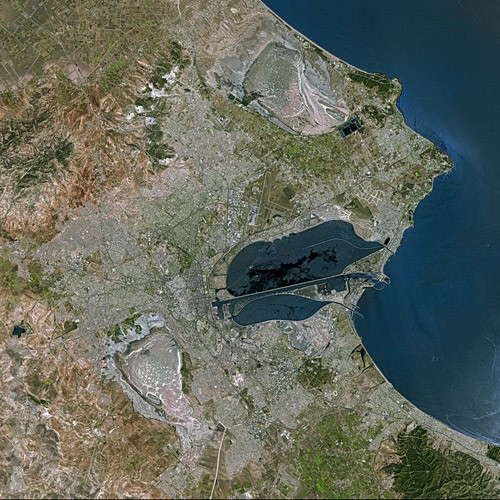
صورة فضائية لبحيرة تونس
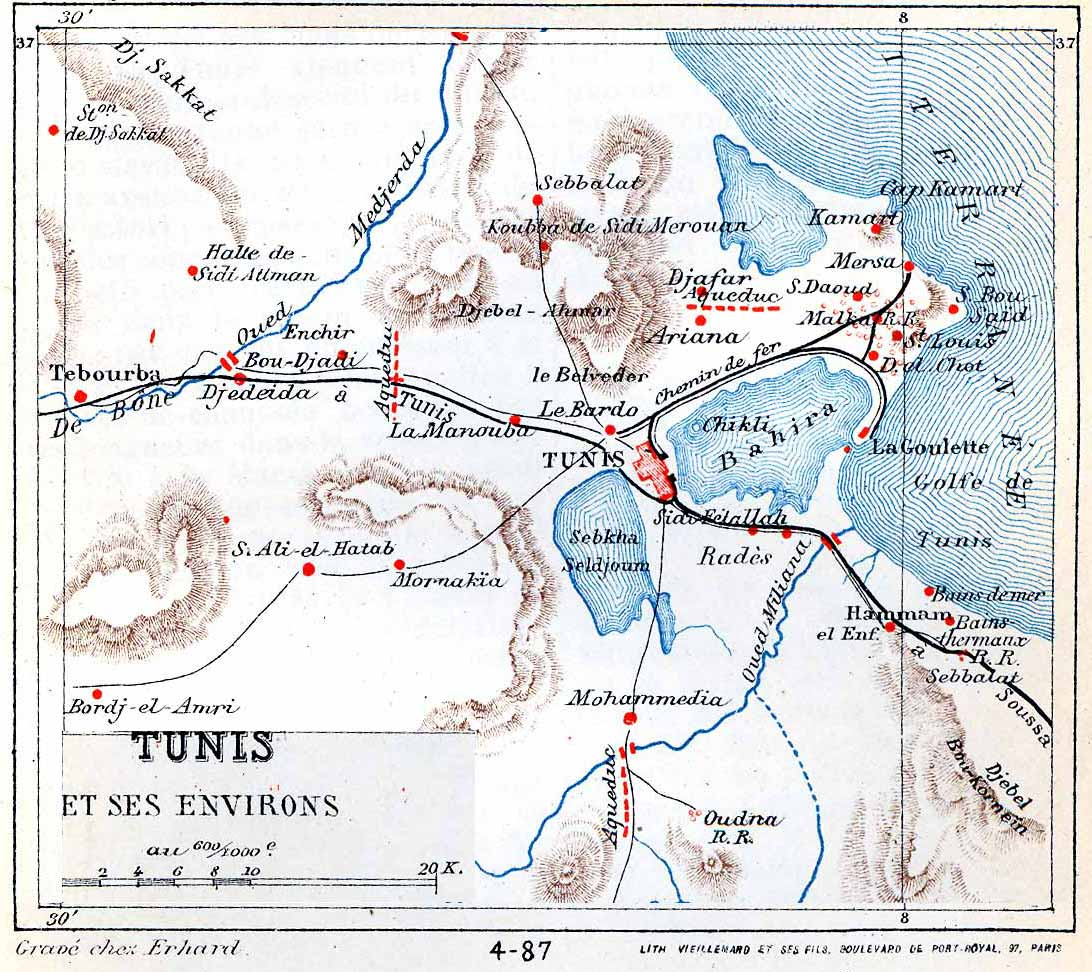
خارطة تعود إلى عام 1887 تظهر فيها بحيرة تونس
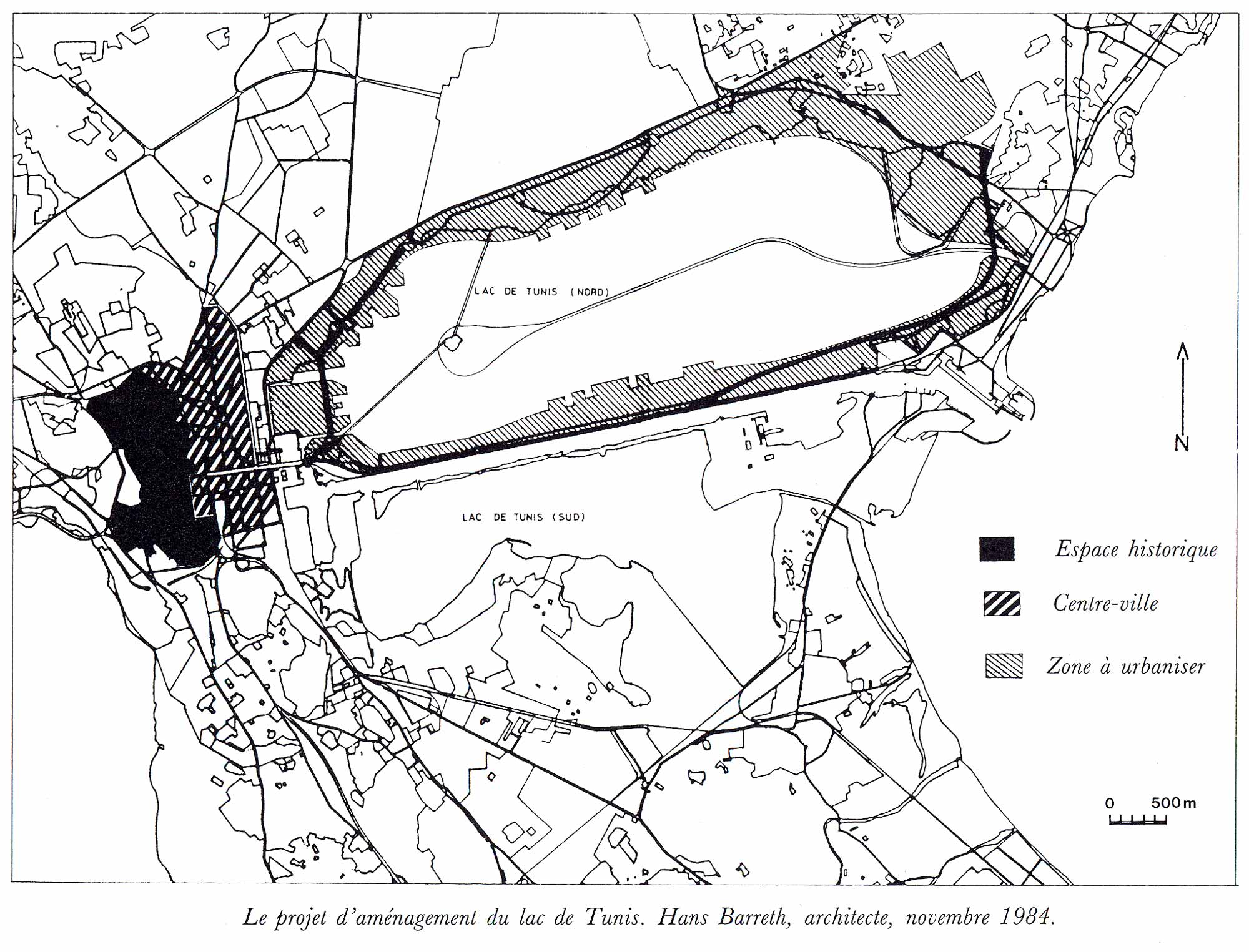
مشروع تهيئة بحيرة تونس عام 1984
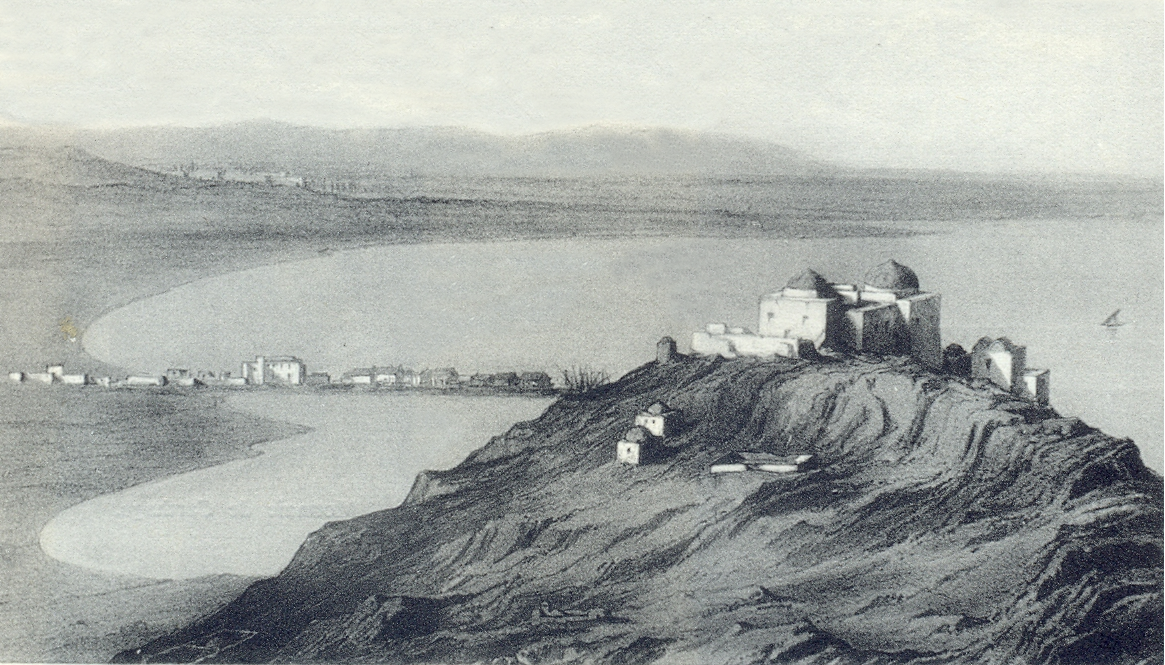
رسم لبحيرة تونس عام 1846
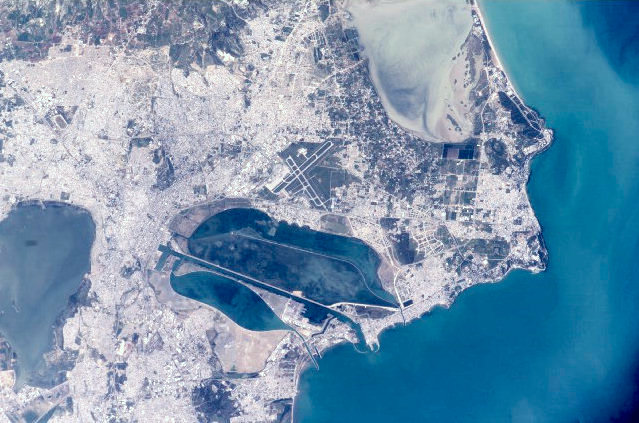
صورة فضائية لتونس 2006
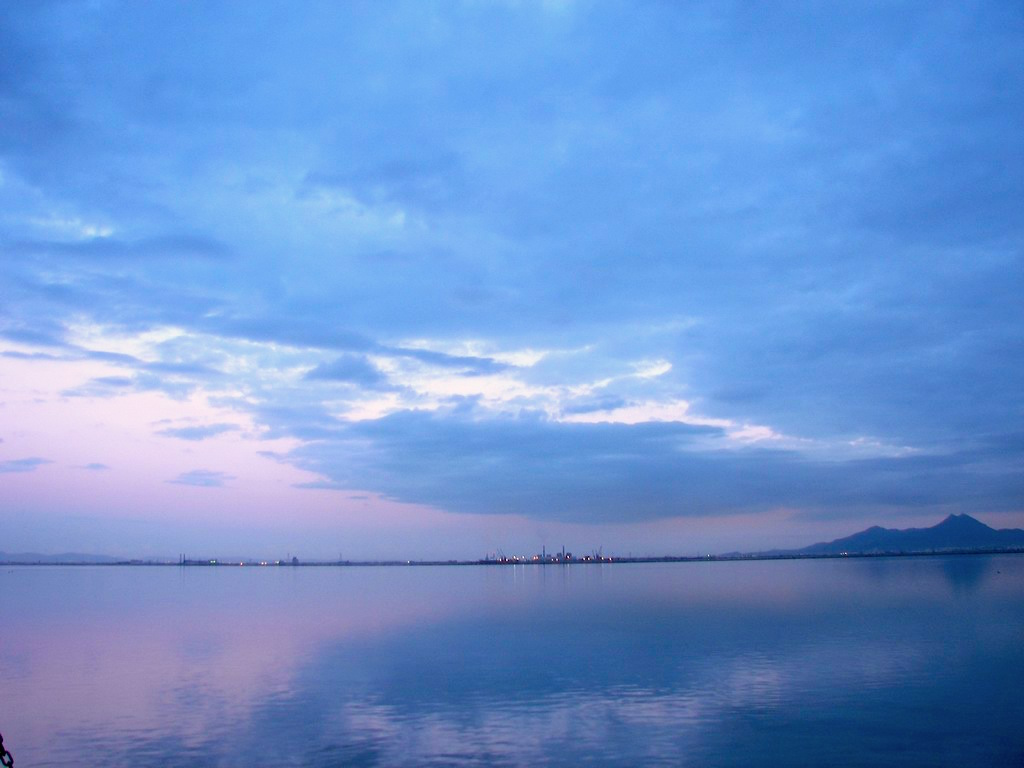
بحيرة تونس